# Чон Хе Ін
Чон Хе Ін (кор. 정해인) — південнокорейський актор.

## Біографія
Чон Хе Ін народився 1 квітня 1988 року в столиці Республіки Корея місті Сеул. Свою акторську кар'єру він розпочав у 2014 році зігравши невелику роль в мелодраматичному серіалі «Наречена століття», в тому ж році він зіграв свою першу роль в кіно. У наступні декілька років Хе Ін зіграв декілька другорядних ролей в фільмах та серіалах. Підвищенню популярності актора сприяли ролі в фентезійному серіалі «Доки ти спала» та чорній комедії «Тюремний зошит». Першою головною роллю в кар'єрі Хе Іна стала роль в романтичному серіалі «Щось в дощ» прем'єра якого відбулася навесні 2018 року. Роль в цьому серіалі ще більше підвищила популярність актора не тільки на батьківщині а і в багатьох азійських країнах. Влітку наступного року відбулася прем'єра романтичного фільму «Налаштуйтеся на кохання» головну роль в якому зіграв Хе Ін. Навесні 2020 року відбулася прем'єра мелодраматичного серіалу «Дрібка твого розуму» головну роль в якому виконує Хе Ін. В грудні 2021 на екрани вийшов «Підсніжник», де Хе Ін зіграв головну роль разом із Джису. 

## Фільмографія

### Телевізійні серіали
| Рік       | Назва                   | Роль                           | Мережа    |
| --------- | ----------------------- | ------------------------------ | --------- |
| 2014      | «Наречена століття»     | Чхве Кан Ін                    | Chosun TV |
| 2014      | «Три мушкетери»         | Ан Мін Со                      | tvN       |
| 2015      | «Кров»                  | Чу Хьон У                      | KBS2      |
| 2015      | «Відповідь у 1988»      | Бо Йон (камео, 13 серія)       | tvN       |
| 2016      | «Так, все вірно»        | Ю Се Чжун                      | SBS       |
| 2016      | «Гоблін»                | Чхве Те Хий (камео, 7–8 серії) | tvN       |
| 2016–2017 | «Нічне світло»          | Тек                            | MBC       |
| 2017      | «Доки ти спала»         | Хан У Тек                      | SBS       |
| 2017–2018 | «Тюремний зошит»        | капітан Ю                      | tvN       |
| 2018      | «Щось в дощ»            | Со Чун Хї                      | JTBC      |
| 2019      | «Однієї весняної ночі»  | Ю Чі Хо                        | MBC       |
| 2020      | «Дрібка твого розуму»   | Мун Ха Вон                     | tvN       |
| 2021      | «Погоня за дезертирами» | Ан Джун Хо                     | Netflix   |
| 2021—2022 | «Підсніжник»            | Ім Су Хо / Ім Су Хьок          | JTBC      |

### Фільми
| Рік  | Назва                                        | Роль               |
| ---- | -------------------------------------------- | ------------------ |
| 2014 | «Юність»                                     | Пак Ман Чже        |
| 2015 | «Салют де'амур»                              | юний Кім Сон Чхіль |
| 2016 | «Сеульський місяць» (короткометражний фільм) | Чі Пьон            |
| 2017 | «Примітка короля»                            | Хьок Ун            |
| 2017 | «Змова: Епоха заколоту»                      | Кім Хо             |
| 2018 | «Революціонер Хьонбу»                        | король Хонджон     |
| 2019 | «Налаштуйтеся на кохання»                    | Ча Хьон У          |
| 2019 | «Стартап»                                    | Сан Піль           |

## Нагороди
| Рік  | Нагорода                                                | Категорія                                                                              | Робота                    | Результат | Примітки      |
| ---- | ------------------------------------------------------- | -------------------------------------------------------------------------------------- | ------------------------- | --------- | ------------- |
| 2016 | 24-та Премія SBS драма                                  | Нова зірка                                                                             | «Так, все вірно»          | Перемога  | [ 6 ]         |
| 2017 | 25-та Премія SBS драма                                  | Нагорода за майстерність (актор серіалу що транслювався щосереди та щочетверга)        | «Доки ти спала»           | Номінація |               |
| 2018 | 54-та Премія Пексан                                     | Найпопулярніший актор                                                                  | «Тюремний зошит»          | Перемога  | [ 7 ]         |
| 2018 | 13-та Сеульська міжнародна премія драми                 | Видатний корейський актор                                                              | «Щось в дощ»              | Номінація | [ 8 ]         |
| 2018 | 6-та Зіркова премія APAN                                | Нагорода за майстерність (актор мінісеріалу)                                           | «Щось в дощ»              | Перемога  | [ 9 ]         |
| 2018 | 6-та Зіркова премія APAN                                | К-зірка                                                                                | «Щось в дощ»              | Перемога  | [ 9 ]         |
| 2018 | 2-га Сеульська премія                                   | Кращий новий актор драми                                                               | «Щось в дощ»              | Номінація | [ 10 ]        |
| 2018 | 2-га Сеульська премія                                   | Нагорода за популярність (актор)                                                       | «Щось в дощ»              | Перемога  | [ 11 ]        |
| 2018 | 2-га Сеульська премія                                   | Артист корейської хвилі                                                                | «Щось в дощ»              | Перемога  | [ 12 ]        |
| 2018 | 3-тя Премія Азійський артист                            | Артист року                                                                            | Н/Д                       | Перемога  | [ 13 ]        |
| 2018 | 3-тя Премія Азійський артист                            | Азійський талант                                                                       | Н/Д                       | Перемога  | [ 13 ]        |
| 2018 | 3-тя Премія Азійський артист                            | Нагорода за кращі емоції                                                               | Н/Д                       | Перемога  | [ 13 ]        |
| 2019 | 40-а Кінопремія Блакитний дракон                        | Кращий новий актор                                                                     | «Налаштуйтеся на кохання» | Номінація |               |
| 2019 | 4-та Премія Азійський артист                            | Краща ікона                                                                            | Н/Д                       | Перемога  | [ 14 ]        |
| 2019 | 4-та Премія Азійський артист                            | Артист із потенціалом (актор)                                                          | Н/Д                       | Перемога  | [ 14 ]        |
| 2019 | 10-та Премія корейської популярної культури та мистецтв | Подяка від міністра культури, спорту та туризму                                        | Н/Д                       | Перемога  | [ 15 ]        |
| 2019 | 38-ма Премія MBC драма                                  | Головний приз (Daesang)                                                                | «Однієї весняної ночі»    | Номінація | [ 16 ] [ 17 ] |
| 2019 | 38-ма Премія MBC драма                                  | Нагорода за високу майстерність (актор серіалу що транслювався щосереди та щочетверга) | «Однієї весняної ночі»    | Перемога  | [ 16 ] [ 17 ] |
| 2019 | 38-ма Премія MBC драма                                  | Краща пара (разом з Хан Чі Мін)                                                        | «Однієї весняної ночі»    | Номінація | [ 16 ] [ 17 ] |
| 2019 | Лондонський східноазійський кінофестиваль               | Нагорода за популярність                                                               | «Налаштуйтеся на кохання» | Перемога  | [ 18 ]        |